# O životě na vysokých školách pražských knihy dvoje
O životě na vysokých školách pražských knihy dvoje jsou obsáhlou souhrnnou vědeckou prací Zikmunda Wintera věnovanou životu na Univerzitě Karlově a v jezuitské klementinské koleji v 15. a 16. století jako příspěvek k českým kulturním dějinám. 
Monografie se na rozdíl od jiné Winterovy práce Děje vysokých škol Pražských od secessí cizích národů po dobu bitvy bělohorské 1409–1622 zabývá vnitřním životem a organizací obou tehdejších pražských univerzit. Detailně pojednává o funkci rektora a probošta, o univerzitních kolejích, profesorech a studentech. V druhé části se pak věnuje univerzitním fakultám a vysokoškolskému studiu (předměty, způsob výuky, disputace a deklamace, pomůcky). Poslední kapitoly pojednávají o akademickém divadle a univerzitních hodnostech (gradech). Monografii uzavírá seznam rektorů a děkanů a rejstřík.

## Dílo online
- Digitalizovaná vydání díla O životě na vysokých školách pražských knihy dvoje v České digitální knihovně
- WINTER, Zikmund. O životě na vysokých školách pražských knihy dvoje : Kulturní obraz 15. a 16. století. Praha: Matice česká, 1899. Dostupné online.